# Ordre de bataille lors de la bataille de Wagram
Ce qui suit est l'ordre de bataille des forces militaires en présence lors de la bataille de Wagram, qui eut lieu les 5 et 6 juillet 1809 lors de la campagne d'Allemagne et d'Autriche durant la Cinquième Coalition

## Empire français
Napoléon put rassembler deux armées secondaires pour la bataille à venir.
La première, l'armée d'Italie, vint d'Italie du Nord jusqu'à Vienne et était sous le commandement du vice-roi d'Italie, le prince Eugène.
La seconde était le XIe corps de l'armée de Dalmatie, commandé par le général de division Auguste de Marmont.
Cependant, ces deux armées n'arrivèrent sur le champ de bataille que le 6 juillet à midi, en même temps que la division bavaroise du général Carl Philipp von Wrede du VIIe corps.
Par conséquent, Napoléon rassembla 165 000 hommes et 433 pièces d'artillerie, organisés en corps, divisant la Grande Armée d'Allemagne.

### Garde impériale
La Garde Impériale sous le commandement direct de Napoléon ;
| - Vieille Garde sous le commandement du général Dorsenne - Chasseurs à pied de la Garde impériale - Grenadiers à pied de la Garde impériale | - Jeune Garde sous le commandement du général Curial - Tirailleurs chasseurs de la Garde impériale - Tirailleurs fusiliers de la Garde impériale | - Cavalerie de la Garde impériale sous le commandement du général Walther - Chasseurs à cheval de la Garde impériale - Grenadiers à cheval de la Garde impériale - Dragons de la Garde impériale - Chevau-légers polonais de la Garde impériale - Gendarmerie d'élite de la Garde impériale | - Artillerie de la Garde impériale commandée par les généraux d'Aboville et Drouot - 1re batterie à pied de la Garde impériale - 2e batterie à pied de la Garde impériale - 3e batterie à pied de la Garde impériale - 4e batterie à pied de la Garde impériale - 5e batterie à pied de la Garde impériale - 6e batterie à pied de la Garde impériale - 1re batterie du régiment à cheval de la Garde impériale - 2e batterie à cheval de la Garde impériale - 3e batterie à cheval de la Garde impériale - 4e batterie à cheval de la Garde impériale |

### IIecorps
Le IIe corps est commandé par le général de division Nicolas-Charles Oudinot ;

#### Division Tharreau
| - 8e compagnie du 5e régiment d'artillerie à pied - 17e compagnie du 5e régiment d'artillerie à pied | - Brigade Conroux - 6e régiment d'infanterie légère - 9e régiment d'infanterie légère - 16e régiment d'infanterie légère - 24e régiment d'infanterie légère - 25e régiment d'infanterie légère - 27e régiment d'infanterie légère | - Brigade Albert - 8e régiment d'infanterie de ligne - 24e régiment d'infanterie de ligne - 45e régiment d'infanterie de ligne - 94e régiment d'infanterie de ligne - 95e régiment d'infanterie de ligne - 96e régiment d'infanterie de ligne | - Brigade Jarry - 4e régiment d'infanterie de ligne - 18e régiment d'infanterie de ligne - 54e régiment d'infanterie de ligne - 63e régiment d'infanterie de ligne |

#### Division Frère
| - 4e compagnie du 7e régiment d'artillerie à pied - 17e compagnie du 7e régiment d'artillerie à pied | - Brigade Coehorn - 17e régiment d'infanterie légère - 21e régiment d'infanterie légère - 26e régiment d'infanterie légère - 28e régiment d'infanterie légère - Tirailleurs du Pô (en) - Tirailleurs corses | - Brigade Razout - 27e régiment d'infanterie de ligne - 39e régiment d'infanterie de ligne - 59e régiment d'infanterie de ligne - 69e régiment d'infanterie de ligne - 76e régiment d'infanterie de ligne | - Brigade Ficatier - 40e régiment d'infanterie de ligne - 88e régiment d'infanterie de ligne - 64e régiment d'infanterie de ligne - 100e régiment d'infanterie de ligne (4e bataillon) - 103e régiment d'infanterie de ligne |

#### Division Grandjean
| Artillerie - 12e compagnie du 5e régiment d'artillerie à pied - 16e compagnie du 7e régiment d'artillerie à pied | - Brigade Marion - 10e régiment d'infanterie légère | - Brigade Lorencez - 3e régiment d'infanterie de ligne - 57e régiment d'infanterie de ligne | - Brigade Brun - 72e régiment d'infanterie de ligne - 105e régiment d'infanterie de ligne |

#### Légion portugaisesous le commandement du général de brigade Carcomelego
- 13e demi-brigade d'élite
- Chasseurs à cheval

#### Cavalerie légèresous le commandement du général Colbert
- 7e régiment de chasseurs à cheval
- 20e régiment de chasseurs à cheval
- 9e régiment de hussards

#### Réserve d'artillerie du IIe corps
- 4e compagnie du 3e régiment d'artillerie à pied
- 5e compagnie du 3e régiment d'artillerie à pied
- 4e compagnie du 5e régiment d'artillerie à pied

### IIIecorps
Les IIIe corps est commandé par le maréchal d'Empire Louis-Nicolas Davout ;
Division Morand
| - Artillerie - 5e compagnie du 5e régiment d'artillerie à cheval - 1re compagnie du 7e régiment d'artillerie à pied - 5e compagnie du 7e régiment d'artillerie à pied | - Brigade Lacour - 13e régiment d'infanterie légère - 17e régiment d'infanterie de ligne | - Brigade L'Huillier - 30e régiment d'infanterie de ligne - 61e régiment d'infanterie de ligne |

Division Friant
- 2e compagnie du 5e régiment d'artillerie à cheval
- 2e compagnie du 7e régiment d'artillerie à pied
- 4e compagnie du 7e régiment d'artillerie à pied

| - Brigade Gilly - 15e régiment d'infanterie légère - 33e régiment d'infanterie de ligne | - Brigade Barbanègre - 48e régiment d'infanterie de ligne | - Brigade Grandeau - 108e régiment d'infanterie de ligne - 111e régiment d'infanterie de ligne |

Division Gudin
| - Artillerie - 2e compagnie du 6e régiment d'artillerie à cheval - 3e compagnie du 7e régiment d'artillerie à pied - 8e compagnie du 7e régiment d'artillerie à pied | - Brigade Leclerc - 7e régiment d'infanterie légère | - Brigade Boyer - 12e régiment d'infanterie de ligne - 21e régiment d'infanterie de ligne | - Brigade Duppelin - 25e régiment d'infanterie de ligne - 85e régiment d'infanterie de ligne |

Division Puthod
| - Artillerie - 6e compagnie du 6e régiment d'artillerie à cheval - 14e compagnie du 8e régiment d'artillerie à pied - 18e compagnie du 8e régiment d'artillerie à pied | - Brigade Girard-Vieux - 17e régiment d'infanterie légère - 30e régiment d'infanterie de ligne - 33e régiment d'infanterie de ligne - 61e régiment d'infanterie de ligne - 65e régiment d'infanterie de ligne | - Brigade Desailly - 7e régiment d'infanterie légère - 12e régiment d'infanterie de ligne - 25e régiment d'infanterie de ligne - 85e régiment d'infanterie de ligne - 111e régiment d'infanterie de ligne |

Division de cavalerie légère commandée par Montbrun
| - Brigade Pajol - 5e régiment de hussards - 11e régiment de chasseurs à cheval - 12e régiment de chasseurs à cheval | - Brigade Jacquinot - 7e régiment de hussards - 1er régiment de chasseurs à cheval - 2e régiment de chasseurs à cheval |

Division de dragons commandés par Pully
- Brigade Poinsot
  - 23e régiment de dragons
  - 28e régiment de dragons
  - 29e régiment de dragons

Division de dragons commandés par Grouchy
- Brigade Guérin
  - 7e régiment de dragons
  - 30e régiment de dragons
  - Dragons italiens de la Reine

Réserve d’artillerie du IIIe Corps
- 6e compagnie du 7e régiment d'artillerie à pied
- 7e compagnie du 7e régiment d'artillerie à pied
- 9e compagnie du 7e régiment d'artillerie à pied
- 15e compagnie du 7e régiment d'artillerie à pied

### IVecorps
Le IVe corps est commandé par le maréchal d'Empire André Masséna ;
Division Legrand
| - Artillerie - 2e compagnie du 5e régiment d'artillerie à pied - 4e compagnie du 2e régiment d'artillerie à cheval - Artillerie Badoise | - Brigade Ledru - 26e régiment d'infanterie légère - 18e régiment d'infanterie de ligne | - Brigade Badoise - 1er régiment infanterie - 2e régiment infanterie - 3e régiment infanterie - Chasseurs à pied |

Division Carra Saint-Cyr
| - Artillerie - 7e compagnie du 5e régiment d'artillerie à pied - 2e compagnie du 2e régiment d'artillerie à cheval - Artillerie Hessoise | - Brigade Cosson - 24e régiment d'infanterie légère - Brigade Destabenrath - 4e régiment d'infanterie de ligne - 46e régiment d'infanterie de ligne | - Brigade Hessoise - Régiment de Gardes Hessois - Régiment de Gardes Hessois |

Division Molitor
| - Artillerie - 8e compagnie du 2e régiment d'artillerie à pied - 1re compagnie du 4e régiment d'artillerie à cheval - 21e compagnie du 1er régiment d'artillerie à pied | - Brigade Leguay - 2e régiment d'infanterie de ligne - 16e régiment d'infanterie de ligne | - Brigade Viviès - 37e régiment d'infanterie de ligne - 67e régiment d'infanterie de ligne |

Division Boudet
| - Artillerie - 11e compagnie du 7e régiment d'artillerie à pied - 2e compagnie du 4e régiment d'artillerie à cheval | - Brigade Grillot - 3e régiment d'infanterie de ligne | - Brigade Valory - 56e régiment d'infanterie de ligne - 93e régiment d'infanterie de ligne |

Division de cavalerie légère
- Brigade Marulaz

Division de cavalerie légère Lasalle
| - Brigade Bruyère - 13e régiment de chasseurs à cheval - 24e régiment de chasseurs à cheval | - Brigade Piré - 16e régiment de chasseurs à cheval - 8e régiment de hussards |

Réserve d'artillerie du IVe corps
- 3e compagnie du 5e régiment d'artillerie à pied

Artillerie rattachée au IVe Corps
- Artillerie bavaroise Caspers
- Artillerie bavaroise Van Douwe

### Vecorps(Armée d'Italie)
Le Ve corps est commandé par le général de division Étienne-Jacques-Joseph Macdonald ;
Division Broussier
| - Artillerie à pied | - Brigade Quétard - 4e régiment d'infanterie de ligne - 9e régiment d'infanterie de ligne | - Brigade Dessaix - 92e régiment d'infanterie de ligne |

Division Lamarque
| - Artillerie à pied | - Brigade Huard - 13e régiment d'infanterie de ligne - 18e régiment d'infanterie de ligne | - Brigade Alméras - 23e régiment d'infanterie de ligne - 29e régiment d'infanterie de ligne |

Réserve d'artillerie du Ve Corps
- - 1er compagnie du 2e régiment d'artillerie à pied

### VIecorps(Armée d'Italie)
Le VIe corps est commandé par le général de division Paul Grenier ;
Division Seras
| - Brigade Moreau - 35e régiment d'infanterie de ligne - 53e régiment d'infanterie de ligne | - Brigade Roussel - 42e régiment d'infanterie de ligne - 106e régiment d'infanterie de ligne |

Division Durutte
| - Brigade Valentin - 23e régiment d'infanterie légère - 60e régiment d'infanterie de ligne | - Brigade Bruce - 62e régiment d'infanterie de ligne - 102e régiment d'infanterie de ligne |

Division Pacthod
| - Brigade Teste - 8e régiment d'infanterie légère - 1er régiment d'infanterie de ligne | - Brigade Abbé - 52e régiment d'infanterie de ligne - 112e régiment d'infanterie de ligne |

Division des Gardes italiens Fontanelli
| - Brigade Guerin - Gardes d'Honneur italiens - Dragons italiens | - Brigade Lecchi - Grenadiers italiens - Chasseurs italiens - Vélites italiens |

Division de cavalerie Sahuc
- Brigade Gérard
  - 6e régiment de chasseurs à cheval
  - 8e régiment de chasseurs à cheval
  - 9e régiment de chasseurs à cheval

### VIIecorps
Le VIIe corps est sous le commandement du maréchal François Joseph Lefèbvre (absent) en plus de la division bavaroise du général de Wrede ;
Division bavaroise de Wrede
| - Brigade Minucci (de) - 6e régiment d'infanterie légère bavarois - 3e régiment d'infanterie de ligne bavarois - 13e régiment d'infanterie de ligne bavarois | - Brigade Beckers (de) - 6e régiment d'infanterie de ligne bavarois - 7e régiment d'infanterie de ligne bavarois | - Brigade de cavalerie Preysing - 2e régiment de chevau-légers bavarois - 3e régiment de chevau-légers bavarois |

### IXecorps
Le IXe corps (franco-saxon) est commandé par le maréchal Jean-Baptiste Bernadotte.
Division Zezschwitz (de) (saxonne)
| - 4 bataillons d'artillerie | - Brigade Hartitzsch - Régiment des Gardes saxons - Régiment de grenadiers von Bose - Régiment de grenadiers von Hake - Régiment de tirailleurs saxons | - Brigade Zeschau (de) - Régiment d'infanterie de ligne König - Régiment d'infanterie de ligne von Niesemeuschel - Régiment d'infanterie de ligne von Dyherrn | - Brigade de cavalerie Gutschmidt - Régiment des Gardes du corps - Régiment de carabiniers - Régiment de chevau-légers Clemenz - Régiment de chevau-légers Albrecht - Régiment de hussards saxons |

Division Polenz (saxonne)
| - 4 bataillons d'artillerie | - Brigade Le Coq - Régiment d'infanterie de ligne Clemenz - Régiment d'infanterie de ligne von Low - Régiment d'infanterie de ligne von Cerrini | - Brigade Steindal - Régiment d'infanterie de ligne prince Antoine - Régiment d'infanterie de ligne prince Maximilien - Régiment d'infanterie de ligne Frederick Auguste | - Brigade de cavalerie Feilitzsch - Régiment de cuirassiers saxons - Régiment de chevau-légers prince Jean |

Division Dupas (franco-saxonne)
| - Pas d'artillerie | - Brigade Gency - 5e régiment d'infanterie légère | - Brigade Veaux - 19e régiment d'infanterie de ligne - Régiment de grenadiers von Radeloff - Régiment de grenadiers von Winkelmann - Régiment de tirailleurs von Metzsch |

Réserve d'artillerie du IXe corps
- Artillerie à cheval

### XIecorps
Le XIe corps (armée de Dalmatie) est commandé par le général de division Auguste de Marmont ;
Division Claparède
| - Brigade Bertrand - 18e régiment d'infanterie légère - 5e régiment d'infanterie de ligne | - Brigade Delzons - 79e régiment d'infanterie de ligne - 81e régiment d'infanterie de ligne |

Division Clauzel
| - Brigade Soyez - 8e régiment d'infanterie légère - 23e régiment d'infanterie de ligne | - Brigade Bachelu - 11e régiment d'infanterie de ligne - 24e régiment de chasseurs à cheval |

### Corps de réserve de cavalerie
Le corps de réserve de cavalerie (trois divisions de cavalerie lourde) est commandé par le maréchal Jean-Baptiste Bessières.
Division Nansouty
| - Brigade Defrance - 1er régiment de carabiniers - 2e régiment de carabiniers | - Brigade Doumerc - 2e régiment de cuirassiers - 9e régiment de cuirassiers | - Brigade Berckheim - 3e régiment de cuirassiers - 12e régiment de cuirassiers |

Division Saint-Germain
| - Brigade Fiteau - 1er régiment de cuirassiers - 5e régiment de cuirassiers | - Brigade Guiton - 10e régiment de cuirassiers - 11e régiment de cuirassiers |

Division Arrighi
| - Brigade Reynaud - 4e régiment de cuirassiers - 6e régiment de cuirassiers | - Brigade Bordesoulle - 7e régiment de cuirassiers - 8e régiment de cuirassiers |

### Réserve Lobau
Napoléon disposait également de 8 500 fantassins et d'une artillerie massive (129 canons) sur l'île de Lobau  : 
- vingt-huit canons de dix-huit livres ;
- vingt-quatre canons de douze livres ;
- dix-sept mortiers lourds de vingt-huit centimètres de circonférence ;
- dix obusiers et un nombre important de petits calibres (quatre et six livres).

## Empire d'Autriche
Pendant les deux jours de bataille, l'Archiduc Charles ne put compter que sur la principale armée autrichienne, la Kaiserlich-königliche Armee. L'archiduc avait prévu que l'armée de l'archiduc Jean d'Autriche participe à la bataille, mais cette dernière n'arriva qu'à la fin du second jour. Par conséquent, les forces autrichiennes disponibles se chiffrent à 137 000 hommes et 415 pièces d'artillerie. L'armée autrichienne fut divisée en plusieurs corps.
- Avant-garde sous le commandement du lieutenant général Armand von Nordmann
- Ier corps : général de cavalerie comte Heinrich Johann de Bellegarde
- IIe corps : lieutenant général prince Friedrich Franz Xaver de Hohenzollern-Hechingen
- IIIe corps : lieutenant général Johann Kollowrat
- IVe corps : lieutenant général prince Franz Seraph de Rosenberg-Orsini
- VIe corps : lieutenant général Johann von Klenau
- Ier corps de réserve : général de cavalerie Johann Ier Joseph, prince de Liechtenstein

Le Ve corps (9 000 hommes) sous le commandement du prince Henri XV Reuss de Plauen fut laissé de côté afin de surveiller les lignes de communication entre la Bohême et la Moravie. Il ne prit donc pas part au combat.